# Sedlec (Litoměřicei járás)
Sedlec település Csehországban, a Litoměřicei járásban. Sedlec Klapý, Úpohlavy, Slatina és Chodovlice településekkel határos. Lakosainak száma 206 fő (2024. január 1.).

## Népesség
A település lakosságának változását az alábbi diagram mutatja:
| Lakosok száma | 299  | 298  | 303  | 259  | 178  | 176  | 213  | 210  | 218  | 206  |
|               | 1869 | 1890 | 1921 | 1950 | 1980 | 2001 | 2017 | 2019 | 2022 | 2024 |